# Белан, Сергей Абрамович
Серге́й Абра́мович Бела́н (26 октября 1918 года — 18 августа 2005 года) — участник Великой Отечественной войны, помощник командира взвода 74-го отдельного мотоциклетного батальона 3-го танкового корпуса 2-й танковой армии 2-го Украинского фронта, старший сержант.
Герой Советского Союза (13.09.1944), лейтенант в отставке (с 1946 года).

## Биография
Родился 26 октября 1918 года в селе Маруха ныне Зеленчукского района Карачаево-Черкесии в семье крестьянина. Русский. Член ВКП(б) с 1944 года. Окончив среднюю школу, работал в колхозе.

Могила Белана на Новодевичьем кладбище Москвы.

В Красной армии с 1939 года. Участник Великой Отечественной войны с июня 1941 года.
Помощник командира взвода 74-го отдельного мотоциклетного батальона (3-й танковый корпус, 2-я танковая армия, 2-й Украинский фронт) комсомолец старший сержант Сергей Белан 6 марта 1944 года получил задание захватить переправу через реку Горный Тикич и содействовать нашим войскам в переправе на противоположный берег.
Во главе группы из одиннадцати человек под покровом ночи с боем ворвался в село Березовка Маньковского района Черкасской области Украины, освободив населенный пункт от оккупантов, уничтожив более двадцати вражеских солдат и захватив переправу через реку Горный Тикич, а также две автомашины со штабными документами. Группа старшего сержанта Сергея Белана потерь не имела. Наши части своевременно переправились через реку.
11 марта 1944 года, будучи в разведке в районе города Умани Черкасской области Украины, старший сержант Сергей Белан со своей группой вступил в неравный поединок с вражеской автоколонной и вышел победителем. Разведчики уничтожили два десятка солдат и офицеров противника, взяли в плен девять солдат противника, захватили полковое знамя, сейф с железными крестами и большой суммой денег, два мешка штабных документов. Успех разведки помог командованию советских войск своевременно разгадать замысел врага и нанести уничтожающий удар по сосредоточенным силам вражеской группировки.
Указом Президиума Верховного Совета СССР от 13 сентября 1944 года за образцовое выполнение боевых заданий командования на фронте борьбы с немецкими захватчиками и проявленные при этом мужество и геройство, старшему сержанту Белану Сергею Абрамовичу присвоено звание Героя Советского Союза с вручением ордена Ленина и медали «Золотая Звезда» (№ 4436).
В 1945 году окончил Военно-политическое училище. Был парторгом танкового батальона. С 1946 года лейтенант С. А. Белан — в отставке.
Жил в городе Москве. Работал заместителем начальника отдела снабжения завода железобетонных изделий. Скончался 18 августа 2005 года.

## Награды
- Медаль «Золотая Звезда» Героя Советского Союза
- Орден Ленина
- Два ордена Отечественной войны I степени
- Орден Отечественной войны II степени
- Медали, в том числе:
  - Медаль «За победу над Германией в Великой Отечественной войне 1941—1945 гг.»
  - Юбилейная медаль «Двадцать лет Победы в Великой Отечественной войне 1941—1945 гг.»
  - Юбилейная медаль «Тридцать лет Победы в Великой Отечественной войне 1941—1945 гг.»
  - Юбилейная медаль «Сорок лет Победы в Великой Отечественной войне 1941—1945 гг.»

## Память
- Похоронен в Москве на Новодевичьем кладбище (участок 4).
- Установлена мемориальная доска по адресу г.Москва Зелёный проспект, дом 83, корпус 4.